# Chester Carlson
Chester Floyd Carlson (1906-1968) là kỹ sư người Mỹ. Ông là người đã chế tạo chiếc máy photocopy đầu tiên trên thế giới.

## Chế tạo máy photocopy

### Từ ý tưởng
Trong khi quan sát công việc của người đánh máy chữ, Chester Carlson đã nhận thấy khi đánh máy chữ người ta chỉ có thể đánh từng chữ một trên giấy than để mực in trên giấy than in lên giấy trắng. Kỹ sư nghĩ rằng muốn in sao nhanh một văn bản có săn cần phải làm thế nào để in toàn bộ văn bản trên trang giấy một lúc. Muốn vậy cần phải làm sao để mực cùng một lúc có thể in tất cả các nét chữ trên giấy trắng. Và Carlson chợt nhớ đến câu cửa miệng của mọi người: Nhanh như điện và một hướng đi mới đã hiện ra trong đầu của nhà phát minh tương lai. Như vậy là phải nhờ sức mạnh kỳ diệu của điện năng mới giải quyết nổi vấn đề nan giải này.
Bấy giờ kỹ sư Carlson chợt liên tưởng đến một thí nghiệm vật lý thú vị hồi ở trường phổ thông ông đã từng thực hiện. Trong bài thực hành về lực hút tĩnh điện, thầy giáo đem hạt tiêu xay nhỏ trộn lẫn với muối tinh và yêu cầu học sinh tách hạt tiêu ra khỏi muối mà không làm mất đi vị hương của hạt tiêu. Khi ấy Carlson đã dùng chiếc thìa nhựa xoa thật mạnh vào dạ rồi đưa cái thìa nhiễm điện lại gần hỗn hợp muối tiêu. Thế là những bột nhỏ hạt tiêu rất nhẹ bám ngay trên thìa. Trong khi đó, hạt muối to và nặng hơn thì vẫn ở lại đĩa. Từ đó trong đầu Carlson nảy ra ý nghĩ mới mẻ: "Nếu như không dừng mực tráng lên giấy than mà dùng những hạt mực khô nhỏ nhẹ như hạt tiêu xay thì có thể hút lên giấy trắng những nét chữ theo lực hút tĩnh điện được không?" Và ông bắt tay vào làm.

### Qua quá trình làm việc
Carlson liền quyết định tiến hành một loạt thí nghiệm theo hướng này. Sau nhiều lần thất bại, cuối cùng Carlson đã thực hiện được ý tưởng là in lại trên giấy thủ công. Sau đó, ông chuyển sang in thử các hình ảnh trên giấy theo phương pháp này cũng đạt được hiệu quả mong muốn. Không hài lòng với kết quả bước đầu này, Carlson tiếp tục thai nghén ý tưởng sáng tạo một loại máy hoàn toàn mới mẻ có khả năng sao chụp cả chữ lẫn hình ảnh theo phương pháp in tĩnh điện.
Sau thời gian dài suy nghĩ, tính toán và sửa đi sửa lại không biết bao nhiêu lần, cuối cùng Carlson đã hoàn thành bản thiết kế chiếc máy theo ý tưởng sáng tạo của mình. Nhưng từ bản thiết kế trên giấy của nhà phát minh tài năng đến chiếc máy thực sự là cả con đường dài đầy gian nan khổ ải.
Với cặp tài liệu dày cộp trên tay, kỹ sư Carlson hăm hở đến gõ cửa các công ty để tìm kiếm sự trợ giúp. Có điều rất buồn là sau khi nghe nhà phát minh trình bày ý tưởng độc đáo của mình, không một công ty Mỹ nào tin tưởng vào Carlson và tương lai của chiếc máy mới lạ này nên họ không chịu cung cấp tiền cho ông chế tạo chiếc máy.
Mặc dù vậy, Carlson cũng quyết không chịu lùi bước trước khó khăn. Nhà phát minh tương lai quyết định tự mình bắt tay vào thực hiện công trình của ông với số tiền ít ỏi góp nhặt được của bản thân cộng với tiền vay thêm của bạn bè và người thân. Mặc dù kinh phí rất hạn hẹp nhưng vào thời kỳ cuối của việc chế tạo này, Carlson vì quá mệt mỏi nên đành phải tìm kiếm một người giúp việc để tiếp tục hoàn thành công việc tới cùng.
Và rồi sự cố gắng của Carlson đã được đền đáp. Mùa đông năm 1938, chiếc máy sao chụp kiểu mới đã ra đời với cái tên rất độc đáo: Actoria 10-22-38. Những con số ghi trên tên máy chính là ngày sinh của chiếc máy photocopy đầu tiên trên thế giới: 22 tháng 10 năm 1938. Chiếc mày này khá đồ sộ, in một trang giấy mất 4 phút. Chữ và hình ảnh in trên đó cũng chưa thật rõ. Nhưng dù sao đây cũng là một phương pháp in hoàn toàn mới mẻ được Carlson gọi là phương pháp in khô.
Carlson đã đăng ký phát minh của cùng với bản sao chụp đầu tiên. Vậy mà ông đã phải kiên nhẫn lê gót giày qua đến 20 hãng để giới thiệu sản phẩm mới của mình, nhưng đều bị họ từ chối sử dụng phát minh của ông. Mãi đến năm 1949, Công ty Haloid mới chấp nhận sản xuất máy photocopy của Carlson. Tuy nhiên hồi đầu máy rất khó tiêu thụ vì tốc độ sao chụp còn chậm. chất lượng còn thưa thật như ý. Nhưng sau này Carlson đã cộng tác với kỹ sư trẻ P. Calack cải tiến liên tục các bộ phận của máy nên máy không chỉ gọn nhẹ hơn trước rất nhiều mà tốc độ sao chụp nâng lên đến 150 trang in trong một phút, nghĩa là gấp 400 lần tốc độ ban đầu, đồng thời chất lượng hình ảnh in cũng rõ nét hơn. Đặc biệt máy có khả năng phóng đại cả tài liệu lên nhiều lần theo ý muốn..

### Đến thành công
Nhờ những tính năng mới như nói ở trên, máy bán rất chạy và ngày càng được sử dụng rộng rãi trên khắp thế giới. Từ đó, máy photocopy trở thành thiết bị không thể thiếu của rất nhiều công việc hiện nay.